# Penacova
Pour les articles homonymes, voir Penacova (homonymie).
Penacova est une municipalité (en portugais : concelho ou município) du Portugal, située dans le district de Coimbra et la région Centre.

## Géographie
Penacova est limitrophe :
- au nord, de Mortágua et Santa Comba Dão,
- à l'est, de Tábua,
- au sud-est, d'Arganil,
- au sud, de Vila Nova de Poiares,
- à l'ouest, de Coimbra,
- au nord-ouest, de Mealhada.

## Démographie
| 1801  | 1849  | 1900   | 1930   | 1960   | 1981   | 1991   | 2001   | 2004   |
| ----- | ----- | ------ | ------ | ------ | ------ | ------ | ------ | ------ |
| 8 706 | 8 593 | 18 253 | 16 964 | 18 704 | 17 351 | 16 748 | 16 725 | 16 850 |

| 2011   | - | - | - | - | - | - | - | - |
| ------ | - | - | - | - | - | - | - | - |
| 15 251 | - | - | - | - | - | - | - | - |

## Subdivisions
La municipalité de Penacova groupe 11 paroisses (freguesia, en portugais) :
- Carvalho
- Figueira de Lorvão
- Friúmes
- Lorvão
- Oliveira do Mondego
- Paradela
- Penacova
- São Paio do Mondego
- São Pedro de Alva
- Sazes do Lorvão
- Travanca do Mondego